# Janette Hargin
Janette Helene Hargin (ur. 4 października 1977 w Sztokholmie) – szwedzka narciarka alpejska.

## Kariera
Po raz pierwszy na arenie międzynarodowej pojawiła się 16 sierpnia 1994 roku w Cardronie, gdzie w zawodach Australian New Zealand Cup zajęła siódme miejsce w gigancie. W 1995 roku wystartowała na mistrzostwach świata juniorów w Voss, gdzie zajęła 13. miejsce w slalomie i 18. w zjeździe. Na rozgrywanych rok później mistrzostwach świata juniorów w Schwyz zajęła 15. miejsce w zjeździe i 30. w supergigancie.
W zawodach Pucharu Świata zadebiutowała 24 października 1998 roku w Sölden, gdzie nie zakwalifikowała się do drugiego przejazdu giganta. Pierwsze punkty wywalczyła 19 listopada 1999 roku w Copper Mountain, gdzie zajęła 20. miejsce w tej samej konkurencji. Na podium zawodów tego cyklu jedyny raz stanęła 3 lutego 2002 roku w Åre, kończąc rywalizację w kombinacji na drugiej pozycji. W zawodach tych rozdzieliła dwie  Austriaczki: Renate Götschl i Selinę Heregger. W sezonie 2001/2002 zajęła 37. miejsce w klasyfikacji generalnej, a w klasyfikacji kombinacji była czwarta.
Wystartowała na igrzyskach olimpijskich w Salt Lake City w 2002 roku, gdzie zajęła 25. miejsce w zjeździe, 27. w supergigancie i 31. miejsce w gigancie, a kombinacji nie ukończyła (po pierwszym przejeździe zajmowała szóstą pozycję, tracąc do podium 0,98 sekundy). Na rozgrywanych cztery lata później igrzyskach w Turynie uplasowała się na 12. pozycji w kombinacji, 17. w zjeździe i 22. w supergigancie. Była też między innymi dwunasta w supergigancie na mistrzostwach świata w Sankt Moritz w 2003 roku.
Jej brat Mattias również uprawiał narciarstwo alpejskie.

## Osiągnięcia

### Igrzyska olimpijskie
| Miejsce | Dzień     | Rok  | Miejscowość    | Konkurencja | Czas zawodów | Strata | Zwyciężczyni            |
| ------- | --------- | ---- | -------------- | ----------- | ------------ | ------ | ----------------------- |
| 25.     | 12 lutego | 2002 | Salt Lake City | Zjazd       | 1:39,56      | +3,27  | Carole Montillet-Carles |
| DNF2    | 14 lutego | 2002 | Salt Lake City | Kombinacja  | 2:43,28      | -      | Janica Kostelić         |
| 27.     | 17 lutego | 2002 | Salt Lake City | Supergigant | 1:13,59      | +3,16  | Daniela Ceccarelli      |
| 31.     | 22 lutego | 2002 | Salt Lake City | Gigant      | 2:30,01      | +8,50  | Janica Kostelić         |
| 17.     | 15 lutego | 2006 | Turyn          | Zjazd       | 1:56,49      | +2,04  | Michaela Dorfmeister    |
| 12.     | 18 lutego | 2006 | Turyn          | Kombinacja  | 2:51,08      | +5,05  | Janica Kostelić         |
| 22.     | 20 lutego | 2006 | Turyn          | Supergigant | 1:32,47      | +2,01  | Michaela Dorfmeister    |

### Mistrzostwa świata
| Miejsce | Dzień       | Rok  | Miejscowość    | Konkurencja     | Czas biegu | Strata | Zwyciężczyni         |
| ------- | ----------- | ---- | -------------- | --------------- | ---------- | ------ | -------------------- |
| 12.     | 3 lutego    | 2003 | Sankt Moritz   | Supergigant     | 1:27,48    | +1,26  | Michaela Dorfmeister |
| 21.     | 9 lutego    | 2003 | Sankt Moritz   | Zjazd           | 1:34,30    | +1,26  | Mélanie Turgeon      |
| 19.     | 30 stycznia | 2005 | Santa Caterina | Supergigant     | 1:17,64    | +1,87  | Anja Pärson          |
| DNF     | 4 lutego    | 2005 | Santa Caterina | Kombinacja      | 2:53,70    | -      | Janica Kostelić      |
| 19.     | 6 lutego    | 2005 | Santa Caterina | Zjazd           | 1:39,90    | +2,60  | Janica Kostelić      |
| 16.     | 9 lutego    | 2007 | Åre            | Superkombinacja | 1:57,69    | +3,39  | Anja Pärson          |

### Mistrzostwa świata juniorów
| Miejsce | Dzień     | Rok  | Miejscowość | Konkurencja | Czas biegu | Strata | Zwyciężczyni     |
| ------- | --------- | ---- | ----------- | ----------- | ---------- | ------ | ---------------- |
| 18.     | 16 marca  | 1995 | Voss        | Zjazd       | 1:26,23    | +1,50  | Sylviane Berthod |
| 13.     | 18 marca  | 1995 | Voss        | Slalom      | 1:22,12    | +4,96  | Marlies Oester   |
| 15.     | 27 lutego | 1996 | Schwyz      | Zjazd       | 1:34,10    | +2,35  | Selina Heregger  |
| 30.     | 28 lutego | 1996 | Schwyz      | Supergigant | 1:31,50    | +4,66  | Sylviane Berthod |
| DNF1    | 29 lutego | 1996 | Schwyz      | Gigant      | 2:07,15    | -      | Karen Putzer     |
| DNF2    | 2 marca   | 1996 | Schwyz      | Slalom      | 1:43,79    | -      | Sandra Hälldahl  |

### Puchar Świata

#### Miejsca w klasyfikacji generalnej
- sezon 1999/2000: 72.
- sezon 2000/2001: 93.
- sezon 2001/2002: 37.
- sezon 2002/2003: 95.
- sezon 2003/2004: 77.
- sezon 2004/2005: 44.
- sezon 2005/2006: 56.

#### Miejsca na podium
1. Åre – 3 lutego 2002 (kombinacja) – 2. miejsce